# Frédéric Dubois
Pour les articles homonymes, voir Dubois.
Frédéric Dubois est un metteur en scène québécois né en 1977.

## Biographie
Frédéric Dubois a suivi des études au Conservatoire d'art dramatique de Québec jusqu'en 1999. Il collabore avec de nombreuses compagnies et institutions. Ses mises en scène audacieuses, marquées à la fois par la rigueur et le ludisme qui s'en dégagent, en font un acteur important de la scène théâtrale québécoise, comme en témoignent les prix remis.
Il a été le coordonnateur artistique du Théâtre Périscope de 2011 à 2016.
Depuis 2016, il dirige la section française de l'École Nationale de théâtre du Canada et fait partie du conseil exécutif de l’ÉNT.
Frédéric est le frère de Patrice Dubois.

## Mises en scène
Ses productions ont été applaudies au Théâtre du Trident (Ha ha ! de Réjean Ducharme gagnant du Masque Production Québec 2004), au Théâtre de la Bordée (Macbeth, Ubu Roi, Les Feluettes, En pièces détachées, La mouette) ainsi qu'au Théâtre des Fonds de Tiroirs, TFT, dont il est le directeur artistique.
Avec sa compagnie, il a  cosigné avec Véronique Côté une version revisitée de La cerisaie [visite libre], de Tchekhov. Aussi, il a adapté le célèbre roman Zazie dans le métro, pièce qui a valu à la compagnie le Masque de la révélation en 2001.
En 2015, il crée avec ses complices Olivier Kemeid, Martin Labrecque et Patrice Dubois, Five Kings, l'histoire de notre chute. Cette pièce est librement inspirée du cycle des rois de Shakespeare (Richard 2, Henry 4 5 et 6 et Richard 3). La proposition est aussi librement inspirée du Five Kings d'Orson Welles qui voulait réunir sur scène le récit enlevant de ces rois maudits. La pièce a été présentée jusqu'en 2017 au Trident, mais aussi à Bruxelles et à Limoges.
En 2018, il a monté Les chaises, de Ionesco, au Théâtre du Nouveau Monde (coproduction du TFT) avec Gilles Renaud et Monique Miller dans les rôles titre.
On reconnaît le travail de Frédéric Dubois à la rigueur, au ludisme et au plaisir évident qui se dégage de ses spectacles. Il tente également de décloisonner le théâtre en présentant ses spectacles là où les textes le demandent...
De Réjean Ducharme à Michel Tremblay, en passant par Eugène Ionesco, Raymond Queneau, Jean-Pierre Ronfard et d’autres encore, cet artiste polyvalent, prolifique et talentueux s’est démarqué par ses propositions artistiques audacieuses, ludiques, rythmées et souvent jouissives ! Il compte à son actif la nouvelle forme de théâtre « en été ». Frédéric Dubois est un artiste engagé dont le premier moteur est de remettre au gout du jour et de l'actualité des classiques théâtraux.
En 2009, il travaille au Nouveau Théâtre expérimental (NTE) et au Japon, où il a monté une version toute neuve de la pièce La librairie, de Marie-Josée Bastien, produit par Le Théâtre du Gros Mécano, pièce qui a joué partout au Canada et en France depuis 2003, en français comme en anglais (CNA).
Dubois a signé la mise en scène de la comédie musicale Les Misérables d'après Victor Hugo au Théâtre Capitole à Québec.

## Prix et récompenses
- 2002 :  Masque Révélation de l'année (Théâtre des Fonds de Tiroirs, Zazie dans le métro)
- 2004 : Masque du Meilleur spectacle Québec (Ha ha!.., présenté au Trident)
- 2005 : Prix d'excellence des Arts et de la Culture dans la catégorie Prix de la meilleure mise en scène de la Fondation du Théâtre du Trident
- 2006 :  Masque du meilleur spectacle en Région (Le palier, théâtre du Tandem)
- 2008 : prix John Hirsh[1]
- 2008-2009 : prix de la critique section Québec pour Où tu vas quand tu dors en marchant... ?
- 2014 : lauréat Le Soleil-Radio-Canada